# Louis Pape

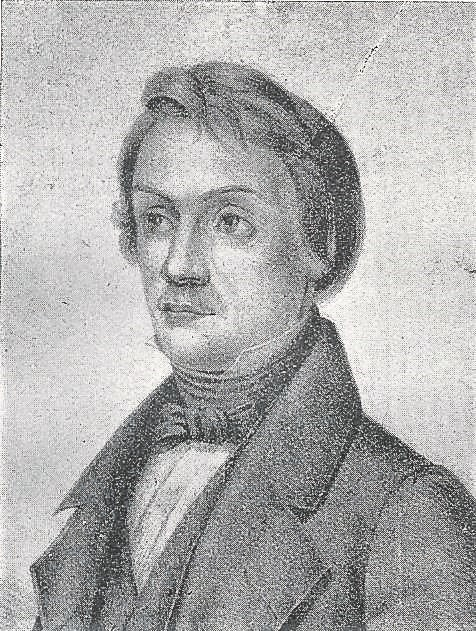
Louis Pape

Louis Pape, auch Ludwig Pape, eigentlich Johann Christian Ludwig Pape (* 14. Mai 1799 in Lübeck; † 9. Januar 1855 in Bremen) war ein deutscher Cellist und Komponist.

## Leben
Louis Pape war der zweite Sohn des Ratsmusikanten Johann August Pape (1761–1838) und seiner aus Parchim stammenden Frau Anna Engel, geb. Westphal (1770–1842). 1818 war er Hornist der Jägerkompanie des Lübecker Bürgermilitärs. 1821 danach ging er mit seinem 15-jährigen Bruder Wilhelm (1806–1881) nach Leipzig und fand eine Anstellung im Gewandhausorchester. Er wanderte weiter nach Wien, nach Dresden zu Carl Maria von Weber und nach Berlin zu Felix Mendelssohn Bartholdy. 1827 komponierte er aus Verehrung für Louis Spohr ein (nicht erhaltenes) Doppelquartett.
1835 wurde er Stadtmusiker in Lübeck. Er war der Cellist im weithin bekannten Quartett von Gottfried Herrmann. 1842 zog er nach Bremen, wo im Winter 1840/41 seine 1. Sinfonie (Militärsinfonie) aufgeführt worden war. Großherzogin Cäcilie von Oldenburg veranlasste 1843 seine Ernennung zum Hofkomponisten in Oldenburg (Oldenburg), wo sein Bruder Christoph Nikolaus Carl Pape (1803–1854) Kapellmeister war. Ab 1845 ist er immer wieder als Cellist im Bremer Privat-Orchester tätig. Von Bremen aus reiste Pape nach Wien, Amsterdam und Rotterdam. Als Mitglied einer Berliner Salonkapelle musizierte er eine Zeit lang in Kaffeehäusern. Weitere Reisen führten ihn nach Paris und Frankfurt am Main. Um 1851 kehrte er nach Lübeck zurück und heiratete 1852 Magdalene Catharina Elisabeth, geb. Voigt. Kurz darauf erhielt er wiederum ein Engagement als Cellist in Bremen. 
Der Oldenburger Intendant Reinhard Ludwig Karl Gustav von Dalwigk (1818–1897) beschrieb ihn in seiner Chronik des alten Theaters in Oldenburg so: ein sehr begabter Musiker, der leider an dem Glauben, daß zum Genie auch das Kneipen gehöre, zu Grunde gegangen ist.
Die Brüder Pape waren mit Emanuel Geibel befreundet und Teil der musikalischen Abende in den Nöltingschen Häusern in der Johannisstraße 20 und in Krempelsdorf. Louis Pape soll der Überlieferung nach 1840 die Inspiration für Geibels Gedicht Ein Lustger Musikante gewesen sein, das durch die Aufnahme in das Allgemeine Deutsche Kommersbuch weit verbreitet wurde.
Das Lübecker Museum Behnhaus verwahrt eine Porträt-Lithographie Papes.

## Werke
- Ouvertüre Flüchtig ist die Zeit 1839
- 7 Sinfonien
- 3 Streichquartette
- Quintett in D
- Elegie für Klarinette
- Klage um Kolmar
- Lieder (u. a. von Geibel)